# Pycnarmon lactiferalis
Pycnarmon lactiferalis is een vlinder van de familie van de grasmotten (Crambidae). De wetenschappelijke naam van deze soort is voor het eerst voorgesteld als Zebronia lactiferalis door Francis Walker in een publicatie uit 1859.

## Verspreiding
De soort komt voor in India (Sikkim), Bhutan, Nepal, China, Taiwan, het Russische Verre Oosten en Japan.

## Waardplanten
De rups leeft op Vitex canescens (Lamiaceae).